# Рудой, Григорий Яковлевич
Григорий Яковлевич Рудой (29 декабря 1919, Томск — 7 августа 2003) — советский переводчик с немецкого языка.

## Биография
Родился в 1919 году в Томске в семье профессионального революционера Якова Рудого.
В 1938 году поступил на литературный факультет Московского института философии, литературы и истории.
В августе 1941 года с четвёртого курса института был призван в РККА, с ноября 1941 года — на фронте. Старший лейтенант, военный переводчик разведотделов штабов 20-й и 42-й армий на Западном и Прибалтийском фронтах. В 1943 году вступил в ВКП(б).
Награждён орденами Красной Звезды (1945) и Отечественной войны II степени (1985), медалями «За оборону Москвы» и «За победу над Германией».
С июня 1945 года по декабрь 1947 года служил в Советской военной администрации в Германии (СВАГ) цензором Политсоветника при Главноначальствующем СВАГ, цензором газет «Das Volk» и «Deutsche Volkszeitung», затем старшим инструктором Дома культуры СССР в Берлине. Демобилизован в 1948 году.
После демобилизации вернулся в Москву. В 1948—1951 годах работал во Всесоюзном радиокомитете заместителем главного редактора радиовещания на Германию. В 1951 году окончил филологический факультет МГУ.
В 1952—1956 годах работал в издательстве «Наука».
В 1956 году окончил аспирантуру факультета журналистики МГУ по специальности история зарубежной журналистики.
Член Союза журналистов СССР (1957). Печатался как переводчик в журналах «Иностранная литература», «Огонёк», «Новая и новейшая история».
С 1957 года и до ухода на пенсию в 1987 году работал в журнале «Новая и новейшая история» заведующим отделом истории международного рабочего движения и германской истории.
Награждён медалью «Ветеран труда».
Умер в 2003 году.

## Переводы
Переводчик немецкоязычной научной, художественной, документальной и мемуарной литературы.
Перевёл более 40 книг и отдельных произведений общим объёмом 450 авторских листов.
Среди художественных книг:
- Юлиус Мадер — По следам человека со шрамом (М., 1964)
- Гарри Тюрк — Смерть и дождь: Роман (М., 1969)
- Гарри Тюрк — Дыхание серое дракона (1977)
- Бернт Энгельман — Спустившаяся петля: Роман, основанный на фактах (М., 1984)

Среди исторических и публицистических книг:
- Рейнхард Опитц — Фашизм и неофашизм (М.: Прогресс, 1988)
- Роза Люксембург — О социализме и русской революции (М.: Издательство политической литературы, 1991)
- Ганс-Адольф Якобсен — 1939—1945. Вторая мировая война. Хроника и документы (М.: Мысль, 1995)
- Курт Зонтхаймер — Федеративная Республика Германия сегодня (М., 1996)

Среди мемуарной и документальной литературы:
- Иоахим фон Риббентроп — Мемуары нацистского дипломата (М., 1996)
- Иоахим фон Риббентроп — Между Лондоном и Москвой: Воспоминания и последние записи (М.: Мысль, 1996)
- Вильгельм Кейтель — Размышления перед казнью (М., 1998)